# Stenoonops scabriculus
Espèce
Stenoonops scabriculus est une espèce d'araignées aranéomorphes de la famille des Oonopidae.

## Distribution
Cette espèce se rencontre à Saint-Vincent, en Guadeloupe et au Venezuela dans l'État de Carabobo,.

## Description
Le mâle décrit par Platnick et Dupérré en 2010 mesure 1,51 mm et la femelle 1,77 mm.

## Publication originale
- Simon, 1892 : On the spiders of the island of St. Vincent. Part 1. Proceedings of the Zoological Society of London, vol. 1891, p. 549-575 (texte intégral).